# Carling Academy Glasgow
A O2 Academy Glasgow (antiga Carling Academy Glasgow) é uma arena multi-uso, um local de música na Rua Eglinton, na área de Gorbals, em Glasgow, Escócia. Tem capacidade para 2.500 pessoas. É uma das duas Academias O2 em Glasgow, sendo a outra a O2 ABC Glasgow.
Era um de um grupo de locais de música, na Grã-Bretanha, da marca Carling Academy, a mais conhecida incluindo a Academia Brixton e a O2 Academy Birmingham. Desde de novembro de 2008, o local foi rebatizado para o seu novo nome, depois de um novo acordo de patrocínio com a Live Nation.